# O Pacto (2006)
The Covenant (O Pacto (título em Portugal) ou O Pacto (título no Brasil)) é um filme estadunidense de terror lançado em 2006, dirigido por Renny Harlin e escrito por J.S. Cardone.

## História
Em 1692, na Colônia de Ipswich do Massachusetts, cinco famílias com habilidades mágicas, referidas como "o Poder", formaram um pacto de silêncio para se protegerem de perseguições. Uma família, por sua ambição, foi banida e sua linhagem de sangue aparentemente havia cessado.
O Pacto conta a história dos filhos de Ipswich, quatro jovens que estudam na Spencer Academy, localizada na Nova Inglaterra, que estão abrigados por seus ancestrais sagrados. Como descendentes das famílias originais que fixaram a Colônia Ipswich em 1600, os rapazes têm sido dados com todos os incríveis poderes sobrenaturais, pelo direito de seu património.
Com o novo ano escolar começando na Spencer Academy, os estudantes são recebidos por uma selvagem festa ao ar livre para marcar o fim do verão. Centenas de metros acima da festa em um penhasco estão, Caleb Danvers (Steven Strait) e seus três melhores amigos. Na festa, a linda Sarah Wenham (Laura Ramsey) é introduzida para os meninos pelo sua companheira de quarto igualmente deslumbrante Kate (Jessica Lucas). As meninas também se reúnem a um intrigante estudante que acabou de ser transferido chamado Chase Collins (Sebastian Stan), que rapidamente entra para o grupo. 
Quando a polícia chega para dispersar a festa, eles descobrem o corpo de um estudante, morto de uma aparente overdose da droga. O diretor da escola (Kenneth Walsh) imediatamente suspeita que Caleb e seus amigos estão envolvidos de alguma maneira. Enquanto isso, como Sarah, uma ex-aluna da escola pública de Boston, tenta se ajustar à vida no dormitório da escola de elite, ela não consegue deixar de se abalar com a arrepiante sensação de que alguém - ou alguma coisa - está observando cada movimento dela. 
Com as tensões crescentes na escola, Caleb e seus amigos acabam com as brigas. Embora eles parecem ser adolescentes normais, eles compartilham um vínculo não dito: eles não só são descendentes de famílias originárias liquidadas da Colônia Ipswich, mas eles também herdaram de seus antepassados poderes sobrenaturais. Mas a sua capacidade para usá-los, desafiando a gravidade e realizar proezas de força sobre-humana chega em um terrível custo: cada vez que um dos filhos de Ipswich utiliza seus poderes mágicos, eles envelhecem prematuramente, e a tentação de abusar do poder faz com que seja mais viciante do que qualquer outra droga. Além do mais, a vida só vai ficar mais difícil para os jovens amigos: no momento, em que eles fizerem 18 anos, eles vão "se elevar", ganhando muito mais poderes tentadores, que a partir de então serão suas próprias vidas.
No aniversário de Caleb, a poucos dias de distância, sua mãe Evelyn (Wendy Crewson) está aterrorizada com a possibilidade de seu filho não conseguir resistir à atração dos poderes como o pai dele antes. Caleb garante a ela que ele será capaz de lidar com suas novas habilidades.

### Os filhos de Ipswich
Caleb Danvers
Interpretado por Steven Strait, é o capitão da equipe de natação da Academia Spencer. Ele é o mais antigo dos "filhos de Ipswich" e ele e único filho de William e Evelyn Danvers. Ele é extremamente competitivo e não espera nada melhor que si mesmo. Uma estrela estudante e campeão, o seu futuro está alinhado com a sua inteligência, trabalho duro e firme vontade de vencer. Sarah Wenham é sua namorada, a quem ele conheceu enquanto frequentam uma festa de final do verão e rapidamente se apaixona por ela. Ele é o mais cauteloso no grupo e está sempre cuidando para não usar o seu poder demais. No entanto, a herança da família Danvers pesa sobre ele. Viver em sua grande família, faz com que ele abrigue uma obscuridade secreta, que ele finalmente compartilha com Sarah. Ele é o único dos quatro que já viu de perto os efeitos de suas crescentes aterradoras habilidades. Agora, com o seu 18º aniversário, Caleb irá ganhar habilidades e seus poderes estarão fora da imaginação.
Pogue Parry
Desempenhado por Taylor Kitsch, é o segundo mais velho "filho de Ipswich". Ele é possessivo com seu antigo amor, a namorada Kate Tunney e fica com ciúmes dela conversando com outros caras. Ele é geralmente rude e desordenado, quando não está com Caleb. Como o segundo filho de Ipswich é um dos mais conhecidos das famílias, muito se espera dele. No entanto, ele é um aluno de classe alta e carece de interesse acadêmico. Quando ele não está com a namorada Kate, ele passa seu tempo livre montando sua amada moto de forma a deixa-la mais temível possível e mais rápida. Pogue é um bom amigo não importa o que aconteça ou o quão duro seja a situação. Ele tende a ficar do lado de Caleb, o seu poder é muito forte mas ele não usa nem a metade de seus poderes no filme, sua força é tão forte que pode ser comparada a força de Caleb quando está com os poderes de seu pai.
Reid Garwin
O enganador e malandro Reid Garwin, interpretado por Toby Hemingway, é o terceiro mais antigo "filho de Ipswich". Ele é uma má influência por ser um palhaço na frente de todos. Ele sempre está criando problemas, mesmo entrando em um combate com Caleb brigando em um bar. Ele também acha Sarah atraente e fica com ciúmes de Caleb, mas recua quando o segredo deles está em risco. Ele gosta de usar os seus poderes mais que todos, talvez excessivamente. No entanto, ele não é um rebelde e não olha para cima esperando Caleb ajudá-lo. Embora ele seja meio obcecado com poder, é muito leal aos seus amigos.
Tyler Simms
O mais novo dos filhos de Ipswich, Tyler, interpretado por Chace Crawford, é tímido e quieto. Ele pode ser meio safado na frente das meninas e tende a andar com Reid. Ele também possui poderes e é muito orgulhoso. Ele fica desconfortável em torno de tensão e tem uma tendência a afirmar o óbvio, de vez em quando. Ele também espera ajuda de Caleb e é muito leal aos seus irmãos de Ipswich.

## Elenco
- Steven Strait como Caleb Danvers
- Laura Ramsey como Sarah Wenham
- Sebastian Stan como Chase Collins
- Taylor Kitsch como Pogue Parry
- Chace Crawford como Tyler Simms
- Toby Hemingway como Reid Garwin
- Jessica Lucas como Kate Tunney
- Kyle Schmid como Aaron Abbot
- Wendy Crewson como Evelyn Danvers
- Stephen McHattie como William Danvers III
- Kenneth Welsh como Provost Higgins

## Recepção
O Metacritic, que usa uma média ponderada, atribuiu ao filme uma pontuação de 19 em 100, baseado em 16 críticos, indicando "antipatia esmagadora".